# Орден Доброчинства (Грчка)
Орден Доброчинства (грч. Τάγμα της Ευποιΐας) је основао 5. маја 1948. краљ Павле указом 684/5–5, као постхумно испуњење жеље свог брата краља Ђорђа Другог. Додељиван је особама женског пола за пожртвовање и заслуге на пољу филантропије, хуманитарних активности и стваралаштва у области уметности и културе. Организован је у пет степени: Велики крст (Μεγαλόσταυρος), Велики командир (Ανώτερος Ταξιάρχης), Командир (Ταξιάρχης), Златни крст (Χρυσός Σταυρός) и Сребрни крст (Αργυρός Σταυρός). У хијерархији краљевских грчких ордена заузимао је 4. место (5. ако се рачуна и Породични орден). После проглашења Републике, Орден је задржан у систему грчких државних признања, уз извесне измене у дизајну.
| Орденски степени | Орденски степени | Орденски степени | Орденски степени | Орденски степени |
| ---------------- | ---------------- | ---------------- | ---------------- | ---------------- |
| Велики крст      | Велики командир  | Командир         | Златни крст      | Сребрни крст     |

## Опис ордена
Орденски знак: позлаћена ружа у секундарној позицији, са плаво емајлираним латицама и зелено емајлираним залисцима у аверсу, без емајла у реверсу; у надвишењу је позлаћена краљевска круна. У средини цвета у аверсу види се кружни порцелански медаљон са иконом Богородице са дететом Исусом у крилу према светлоплавој позадини; у реверсу медаљон је кружан, неемајлиран и носи крунисани иницијал ГГ II (Γεωργιος Γλυξμπουργ II – Ђорђе II Гликсбург); око аверсног медаљона је бело емајлирани прстен исписан ΕΥΠΟΙΙΑ (Доброчинство). Орденски знак се носи о 32 mm широкој машни светле наранџастожуте боје, са краљевско плавим уским ивицама, на левој страни груди. Звезда: Осмокрака сребрна зракаста звезда са медаљоном и прстеном као у аверсу орденског знака. Звезда се носи на левој страни груди. Материјал: посребрна и позлаћена легура, емајл и осликани порцелан.

## Одликовани Срби
- Лепа Перовић